# تشاد كيلغور
تشاد كيلغور (بالإنجليزية: Chad Kilgore)‏ هو لاعب كرة قدم أمريكية ولاعب كرة قدم كندية أمريكي، ولد في 8 أغسطس 1989 في أوريك في الولايات المتحدة.

## وصلات خارجية
- تشاد كيلغور على موقع JustSportsStats.com (الإنجليزية)